# Sundsholms sanatorium

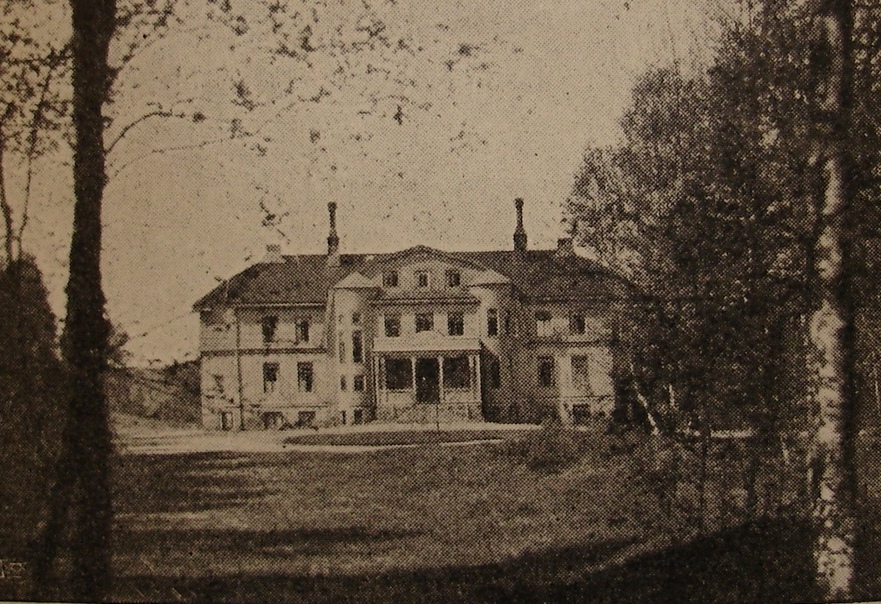
Sundsholms sanatorium 1918

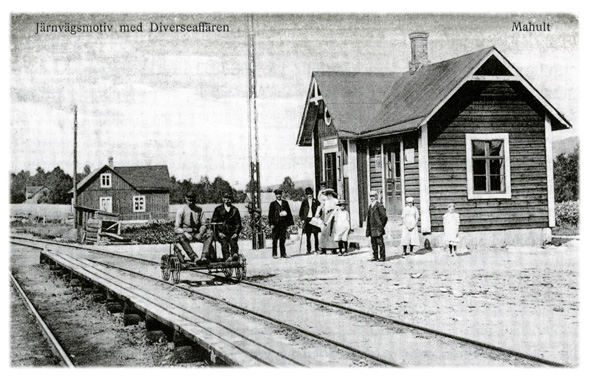
Mahults station ca 1900

Sundsholms sanatorium var ett sanatorium i Mahult i Breared som invigdes i september 1907. 
Initiativtagare var läkaren Victor Berglund som 1903 öppnat privatpraktik i Halmstad. Han köpte 1906 Sundsholms egendom för att där uppföra ett sanatorium som ett led i kampen mot tuberkulos. Sundsholms egendom, som även anges som herrgård, var byggd omkring 1880 och blev nu ett annex till sanatoriebyggnaden. Ritningarna utfördes av arkitekt Per Lennart Håkanson i Halmstad. Aktieteckning utfördes och 1907 kunde sanatoriet invigas av landshövding Axel Asker. Föreståndarinna, sjuksköterska och övrig personal anställdes. Det fanns ett 20-tal vårdplatser. Ur kommunikationssynpunkt var läget gott med bara några minuters färdväg från Mahults station längs Halmstad-Bolmens järnväg. Luften ansågs hälsobringande i skogsbygden nära Töddesjöns strand. Bolaget övertog markköpet från Berglund. Emellertid blev beläggningen sämre än förväntat och bolaget redovisade förlust och gick i likvidation 1916.
En av sanatoriets första patienter var litteraturhistorikern Albert Nilsson. Sommaren 1909 vistades konstnären Isaac Grünewald där. Poeten Leon Larsson vistades där 1910. 
Sundsholm ändrades 1916 till vårdhem och döptes om till Örnås sommar- och vintersanatorium. Verksamheten visade sig vara fortsatt svår att få lönsam och Sundsholm genomgick skiftande öden som pensionat. Träbyggnaden brann ner 19 mars 1950 varigenom pensionatsverksamheten upphörde. Herrgårdsbyggnaden, som hade byggts före sanatorieverksamheten, finns kvar.
Våren 1922 avled Berglund själv i tuberkulos, 45 år gammal. Han fick sin grav på Breareds kyrkogård.
Området omges idag av Sundsholms naturreservat.